# 不破由晴
不破 由晴（ふわ よしはる、1942年 - 2014年）は、日本の金属造形家。クックベッセル株式会社元会長。東京市小石川区（現・東京都文京区）出身。

## 略歴・業績
- 1942年　東京に生まれる
- 1958年　都立文京高校に入学、美術部に入部
- 1961年　東京芸術大学 美術学部 工芸科　入学
- 1965年　東京芸術大学 美術学部 工芸科 鍛金専攻　卒業、安宅賞受賞
- 1967年　東京芸術大学 美術学部 工芸科 鍛金専攻　大学院修了、卒業制作（大学買い上げ）　プランタン賞受賞 　サロン・ド・プランタン賞
- 1967年　金属造形家集団工房（ジリオ）の設立に加わる
- 1969年　「ホルンケトル 2.0 L」　Gマーク選定
- 1971年　「ホルンケトル 3.0 L」　Gマーク選定
- 1982年　クックベセル株式会社　入社
- 1984年　ケトルと鍋の「ママンシリーズ」　Gマーク選定 グッドデザイン賞
- 1986年　「ホルンケトル 3.0 L」　Gマークロングライフデザイン賞

## 経歴
金属工芸家として活動し、金属を金槌で打って加工する鍛金（タンキン）技法によって、多彩な作品を制作した。日本橋銀座四丁目の金属標識板は、彼の作品として、通行する人々の目に触れている。
沸騰すると笛が鳴る画期的な仕組みを発明し、これを組み込んだアルミニウムのケトル（湯沸かし）をデザインし、その機能と芸術性は評価され、グッドデザイン賞として選定された。
日本から諸外国に輸出されたが、現在では各国で生産されるようになり世界的な普及を齎した。
笛吹きケトルの発明とデザインは、揺るぎないものとなった。
メッシュアート（金網みで製作する作品）の作品群を残し、また上野の東京芸術大学図書館の壁面を飾るアートは、「壁 Meccainismo1967」として現存している。

## 生い立ち
不破家の次男として産まれる。父に不破龍登代、兄に不破亨と義兄の原昭二。
父親の不破龍登代（東京大学医学部卒、日本病院薬剤師会長を務め、日本薬学会有功会員、勲三等瑞宝章受章）、兄の不破亨。また、義兄の原昭二（東京大学卒）も薬学を専攻し、東京薬科大学教授、日本薬学会有功会員、1993年、紫綬褒章を受賞しており、不破由晴の家族には、薬学専攻者が多い。
後世は東京都新宿区で過ごした。